# Івановка (Кропивинський округ)
Іва́новка (рос. Ивановка) — присілок у складі Кропивинського округу Кемеровської області, Росія.

## Населення
Населення — 38 осіб (2010; 71 у 2002).
Національний склад (станом на 2002 рік):
- росіяни — 90 %